# 玄菟郡

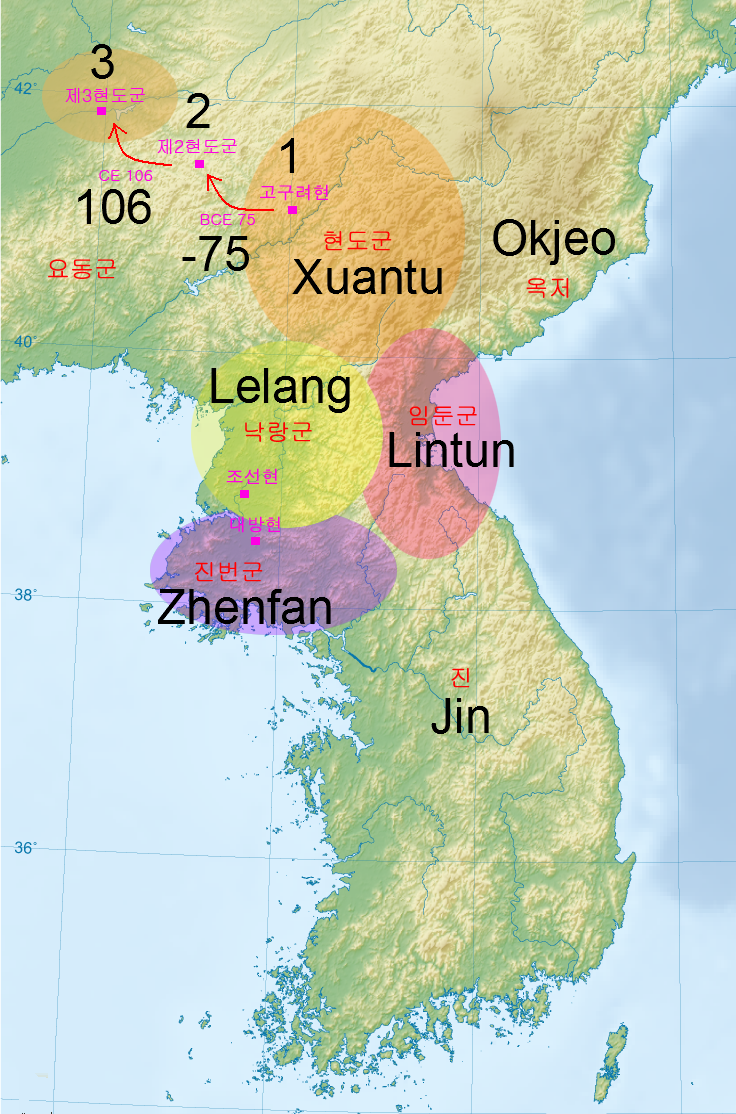
第一玄菟郡、第二玄菟郡、第三玄菟郡

玄菟郡是漢四郡之一，最早于汉武帝元封四年（前107年）設立，其疆域和所辖县屢屢因為戰爭及行政重組而有所改變。至北燕末年废止，玄菟郡这一行政区划共存在五百余年，郡治也经历了三迁四置。玄菟郡最初设立时所辖大约是今朝鲜咸镜南道、咸镜北道以及中国辽宁、吉林省東部一带，后不断内迁，最终内迁至辽河流域。因史料稀缺，玄菟郡的所在和变迁一直未有定论，是研究汉朝在东北地区的统治和高句丽兴起中的一个重要问题。

## 区划沿革

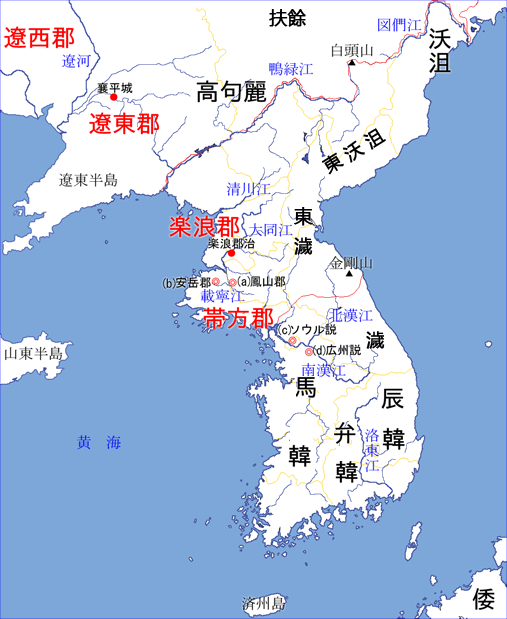
西元三世紀的朝鮮半島

### 第一玄菟郡
玄菟郡最早于元封四年（前107年）设立。漢武帝元封二年（前109年），西漢征戰衛滿，並於次年滅其國，置玄菟郡、樂浪郡、臨屯郡和真番郡，是為漢四郡，皆屬幽州。漢四郡中以玄菟郡疆域最廣闊，郡治位於沃沮城。除了管治本郡以外，扶餘國、東沃沮及高句麗亦從屬於玄菟郡。
第一玄菟郡所辖即原是卫满朝鮮屬國沃沮的故地，有学者认为“玄菟”一词原所指部族即为“沃沮”。而不同学者对于第一玄菟郡的辖区有不同观点，主要有在鸭绿江中游和今朝鲜南北道的观点差异，而具体则有秽貊、高句丽故地、沃沮、东沃沮等说法。大多数学者认同沃沮城即今朝鲜咸镜南道咸兴附近。这时期的玄菟郡所辖城县不明，见于记载的仅郡治所在沃沮城。有观点认为沃沮城即后来的夫租县，公元前82年，汉昭帝调整汉四郡辖地时，将玄菟郡原本辖地改为夫租县，划归乐浪东部都尉管辖。近代在朝鲜半岛发现带有“夫租”字样的银印，或可印证这一变迁。

### 第二玄菟郡
漢昭帝始元五年（公元前82年），西漢調整玄菟郡之疆界，廢真番郡、臨屯郡，以单单大岭为界，岭西之地劃入玄菟郡，岭东之地劃入樂浪郡。玄菟郡的郡治亦移往高句驪縣，这是玄菟郡的第一次迁徙。东汉班固所著《汉书》记载，元始二年（公元2年），玄菟郡有戶口4萬5006戶，人口22萬1845人，下辖高句丽县、西盖马县和上殷台县。高句丽县作为首县为郡治所在，汉昭帝元凤六年（前75年），筑“玄菟城”。
此時的玄菟郡大約南達清川江和大同江上游北岸，與樂浪郡為鄰；北達哈達嶺、輝發河一帶，與夫余為鄰；其西為遼東郡，以長城為界；其東以長白山為界與沃沮相接，居民以漢人與高句麗人為主。
新朝始建國四年（公元12年），王莽部將嚴尤誘殺高句麗的君主（被杀者有琉璃明王、琉璃明王的部将延丕和閔中王三种说法），高句麗遂脫離中原王朝獨立，開始吞並玄菟當時的轄縣。王莽改制将“郡”改称“亭”，玄菟郡亦改名为玄菟亭。公元28年，東漢成立后，玄菟亭更名回玄菟郡。
高句丽、西盖马、上殷台三县的县址所在也未有定论。高句丽县所在地大多数学者认为在今辽宁省新宾县境内，具体是新宾县永陵镇西南苏子河南岸的两代南汉城，另一座汉城为玄菟郡郡治，也有观点认为是通化的自安山城。西盖马县所在的观点包括鸭绿江左畔楚山附近、吉林集安附近、通化赤柏松山城、木奇土城和江界方面等。上殷台县可能的地理位置包括赤柏松山城、白旗堡古城、开原抚顺之间等。

### 第三玄菟郡
随着高句丽的日渐强大，高句丽第二代王琉璃明王时期，将都城迁至国内城。漢安帝永初元年（107年），玄菟郡再次迁徙，長城內候城县、高顯县、遼陽县三縣劃歸玄菟郡，加上原本所辖三县，此时玄菟郡共辖六县，有人口四万余人。不久，高句麗又開始蠶食玄菟郡在長城內的轄地，屢次入侵。汉灵帝中平六年（189年），公孫度割據遼東，玄菟為其屬地，其太守一直都由公孫家擔任。最迟至魏明帝青龙元年（233年），玄菟郡已在辽东北方向二百里的地方。238年，曹魏太尉司馬懿滅公孫淵，廢候城縣，設高句麗、高顯、遼陽、望平四縣於玄菟郡。
关于第三玄菟郡的高句丽县位置，不同观点包括上伯官屯古城、永安台古城和抚顺劳动公园古城等。上殷台县的位置观点包括东洲小甲邦古城、白旗堡古城等。关于东汉时期的西盖马县的地理位置主要有抚顺劳动公园古城、上柏官屯古城、魏家楼子古城等说。

### 第四玄菟郡
西晉时期，玄菟郡第三次迁徙。咸宁二年（276年）十月，西晋调整辽东地区行政规划，此时玄菟郡统辖高句丽县、望平县，和高显县三县，共有户口三千两百户。同时东晋也任命当地势力佟寿等人为玄菟郡等地太守。後歸慕容垂；後慕容寶以句麗王安為平州牧居之。404年，高句麗乘中原內戰之機，占領遼東全境，玄菟郡為其占領，設玄菟城管領。432年，北魏发兵攻灭北燕，北魏将玄菟郡等六郡民迁徙到幽州，玄菟郡就此废止。
及至唐高宗與新羅聯軍滅高句麗，玄菟郡全境盡歸唐朝，原境被改編成安東都護府。

## 歷任太守
- 五鹿充宗[17][18]
- 霍雲[19]
- 宣彪[20]
- 姚光[21]
- 公孫域[22]/公孫琙[23]
- 耿臨[24]
- 公孫度[25]
- 王贊[26]
- 王頎[27]
- 侯玄嗣 [28]
- 裴武[29]
- 高詡[30]
- 劉佩[31]
- 乙逸[32]
- 佟寿[33]
- 吉貞[34]
- 高隱[35]

### 引用
1. ↑  汉书/地理志：玄菟郡，武帝元封四年开。
2. ↑  汉书/武帝纪：（元封三年）夏，朝鲜斩其王右渠降，以其地为乐浪、临屯、玄菟、真番郡。
3. ↑  三国志/魏书三十/东沃沮传：汉武帝元封二年，伐朝鲜，杀满孙右渠，分其地为四郡，以沃沮城为玄菟郡。
4. ↑  后汉书/卷85/东沃沮传：武帝灭朝鲜，以沃沮地为玄菟郡。后为夷貊所侵，徙郡于高句骊西北，更以沃沮为县，属乐浪东部都尉。至光武罢都尉官，后皆以封其渠帅，为沃沮侯。其土迫小，介于大国之间，遂臣属句骊。
5. ↑  王绵厚. . 辽宁人民出版社. 1994.
6. ↑  赵红梅. . 东北师范大学博士学位论文. 2006-05.
7. ↑  （日）冈崎敬; 常伟（译）. . 东北亚历史与考古信息.
8. ↑  后汉书/东夷列传：至昭帝始元五年，罢临屯、真番，以并乐浪、玄菟。玄菟复徙居句骊。自单单大领已东，沃沮、濊貊悉属乐浪。
9. ↑  汉书/地理志：玄菟郡，户四万五千六，口二十二万一千八百四十五。县三：高句骊，上殷台，西盖马。
10. ↑  汉书/昭帝纪：（元凤）六年春正月，募郡国徒筑辽东玄菟城。
11. ↑  三国志/魏书三十/高句丽传：王莽初发高句丽兵以伐胡，欲不行，强迫遣之，皆亡出塞为寇盗。辽西大尹田谭追击之，为所杀。州郡县归咎于句丽侯騊，严尤奏言：“貊人犯法，罪不起于騊，且宜安慰。今猥被之大罪，恐其遂反。” 莽不听，诏尤击之。尤诱期句丽侯騊至而斩之，传送其首诣长安。莽大恱，布告天下，更名高句丽为下句丽。当此时为侯国，汉光武帝八年，高句丽王遣使朝贡，始见称王。
12. ↑  续汉书/郡国志五/刘昭注：安帝即位之年，分三县来属。
13. ↑  后汉书/郡国五：玄菟郡六城，户一千五百九十四，口四万三千一百六十三。高句骊，辽山，辽水出。西盖马上殷台高显故属辽东。候城故属辽东。辽阳故属辽东。
14. ↑  资治通鉴/卷七十二/魏纪四：初，张弥、许晏等至襄平，公孙渊欲图之，乃先分散其吏兵，中使秦旦、张群、杜德、黄强等及吏兵六十人置玄菟。玄菟在辽东北二百里，太守王赞，领户二百，旦等皆舍于民家，仰其饮食，积四十许日。
15. ↑  晋书/卷14/地理志：咸宁二年十月，分昌黎、辽东、玄菟、带方、乐浪等郡国五置平州。统县二十六，户一万八千一百……玄菟郡，汉置。统县三，户三千二百。高句丽、望平、高显。
16. ↑  资治通鉴/卷122/宋文帝元嘉九年：魏主引兵西还, 徙营丘、 成周、 辽东、 乐浪、 带方、 玄菟六郡民三万家于幽州。
17. ↑  漢書/卷十九、資治通鑑/卷三十：尚書令五鹿充宗為少府， 五年貶為玄菟太守。
18. ↑  漢書卷九十三/成帝初：少府五鹿充宗左遷玄菟太守
19. ↑  漢書/卷六十八、資治通鑑/卷二十五：玄菟太守霍雲
20. ↑  後漢書·卷二十七 ：[宣]彪官至玄菟太守。
21. ↑  後漢書·卷八十五 東夷列傳第七十五（高句驪）二八一三頁：建光元年(121年)春，玄菟太守
22. ↑  後漢書·卷八十五 二八一二頁：永康元年(公元167年)，玄菟太守公孫域
23. ↑  三國志/卷八 公孫度：玄菟太守公孫琙
24. ↑  後漢書·卷八十五 二八一三頁：建寧二年(169年)，玄菟太守耿臨
25. ↑  三國史記卷十六 高句麗本紀 第四：(新大王)五年(169年)，「將兵助玄菟太守公孫度　討富山賊」
26. ↑  《吳書·吳書·吳主傳》：太守王贊領戸二百
27. ↑  《三國志·魏書·毌丘儉傳》：儉遣玄菟太守王頎追之
28. ↑  晉書/卷四十五
29. ↑  資治通鑑/卷八十八、晉書/卷百零八：玄菟太守裴武
30. ↑  晉書/卷百零九、資治通鑑/卷九十五：郎中令高詡為玄菟太守
31. ↑  資治通鑑/卷九十六：玄菟太守河間劉佩
32. ↑  資治通鑑/卷九十九：東晉永和八年（公元352年，百濟近肖古王七年），玄菟太守乙逸
33. ↑  《冬寿墓志》
34. ↑  資治通鑑/卷百零四：玄菟太守吉貞
35. ↑  北齊書/卷一：六世祖高隱，晉玄菟太守。